# Кинг, Пол (режиссёр)
Пол Кинг (англ. Paul King, род. в 1978 году) — британский режиссёр и сценарист. Среди его работ телесериалы «Майти Буш» и «Летим со мной» и фильмы «Приключения Паддингтона» и «Приключения Паддингтона 2».

## Биография
Кинг является выпускником колледжа Святой Катерины Кэмбриджского университета 1999 года. В Кэмбридже он познакомился с Ричардом Айоади, Мэтью Холнесом и Элис Лов. Он срежиссировал постановки на Эдинбургском фестивале с их участием — Garth Marenghi's FrightKnight, номинированную на Perrier Award в 2000, и Netherhead, выигравшую Perrier Award в 2001 году. Кинг стал помощником режиссёра при переносе постановки на телевидение в шестисерийном телесериале Garth Marenghi's Darkplace для Channel 4. В 2002 году Кинг получил ещё одну номинацию на Perrier Award за постановку шоу Ноэля Филдинга Voodoo Hedgehog.
Кинг также стал режиссёром всех трех сезонов «Майти Буш», за что получил номинацию на BAFTA как «Лучший новый режиссёр» в 2004 году. Он также занимался съёмками псевдодокументального сериала Мэттью Лукаса и Дэвида Уолльямса «Летим со мной».
Кинг написал свой первый фильм «Кролик и бык» в 2009 году. Следующей его работой стала экранизация книги — «Приключения Паддингтона», которую он режиссировал и для которой писал сценарий совместно с Хэмишем Макколом. Фильм был коммерчески успешным и получил положительные отзывы критиков, дав Кингу сразу две номинации на BAFTA в категориях «Премия BAFTA за лучший адаптированный сценарий» и «Премия имени Александра Корды за выдающийся британский фильм года» (вторая вместе с продюсером фильма Дэвидом Хейманом).

## Фильмография
- 2004 — Майти Буш
- 2009 — Кролик и бык (англ. Bunny and the Bull)
- 2014 — Приключения Паддингтона
- 2017 — Приключения Паддингтона 2
- 2023 — Вилли Вонка